# Parco nazionale di Myōkō-Togakushi Renzan
Il parco nazionale di Myōkō-Togakushi Renzan (妙高戸隠連山国立公園?, Myōkō-Togakushi Renzan Kokuritsu Kōen) è un parco nazionale nelle prefetture di Niigata e di Nagano, in Giappone. Istituito nel 2015, e precedentemente parte del parco nazionale di Jōshin'etsu-kōgen, il parco comprende un'area di 39.772 ha nelle municipalità di Itoigawa e Myōkō nella prefettura di Niigata e di Iizuna, Nagano, Otari e Shinano nella prefettura di Nagano. Caratteristiche notevoli del parco includono il monte Myōkō, il monte Togakushi (戸隠山?), il monte Amakazari (雨飾山?), il monte Iizuna, il monte Kurohime (黒姫山?), il Niigata-Yake-Yama e il lago Nojiri.